# Strada per un'altra città/Sweet love
Strada per un'altra città/Sweet love è il 35º singolo di Patty Pravo, pubblicato nel 1998 dall'etichetta discografica Pensiero Stupendo/Sony.

## Descrizione
Il singolo contiene uno dei brani dell'album Notti, guai e libertà, il secondo che venne utilizzato per la promozione dell'album. Nemmeno questo raggiunge le parti alte delle classifiche di vendita e non risulta, di conseguenza, fra i 100 più venduti dell'anno.

## I brani

### Strada per un'altra città
Strada per un'altra città è una canzone scritta da Enrico Ruggeri, da B. Bergonzi e da M. Vicino; l'arrangiamento è di Mauro Paoluzzi.
Con questo brano e Les etrangers, appartenente anch'esso all'album Notti, guai e libertà, Patty Pravo partecipò al Festivalbar 1998.

### Sweet love
Sweet love è una canzone scritta da Paul Buchanan della band scozzese The Blue Nile, R. Di Bella e dall'allora esordiente Alex Baroni, l'arrangiamento è di Mauro Paoluzzi.
Com'è nell'album di appartenenza, al brano è unita la base strumentale di Les etrangers, che non è accreditata, dunque è considerata una ghost track.

## Tracce
1. Strada per un'altra città - 5:09
2. Sweet love - 10:08